# Tour dels Alps 2023
El Tour dels Alps 2023 va ser la 46a edició del Tour dels Alps. La cursa es disputà entre el 17 i el 21 d'abril de 2023, amb un recorregut de 752,6 km, repartits entre cinc etapes per carreteres d'Itàlia i Àustria. La cursa forma part de l'UCI Europa Tour 2023 amb una categoria 2.HC.
El vencedor final fou el britànic Tao Geoghegan Hart (Ineos Grenadiers), que s'imposà al també britànic Hugh Carthy (EF Education-EasyPost) i a l'australià Jack Haig (Bahrain Victorious). En les classificacions secundàries Sergio Samitier (Movistar Team) s'imposà en la muntanya, Tao Geoghegan Hart (Ineos Grenadiers) en la dels punts i Max Poole (Team DSM) en la dels joves. El Bora-Hansgrohe fou el millor equip.

## Equips
19 equips van prendre la sortida en aquesta edició:
| WorldTeams (8)- AG2R Citroën Team - Astana Qazaqstan Team - Bahrain Victorious - Bora-Hansgrohe - EF Education-EasyPost - Ineos Grenadiers - Movistar Team - Team DSM ProTeams (9)- Caja Rural-Seguros RGA - Eolo-Kometa - Equipo Kern Pharma - Euskaltel-Euskadi - Green Project-Bardiani CSF-Faizanè - Israel-Premier Tech - Q36.5 Pro Cycling Team - Team Corratec - Uno-X Pro Cycling Team Equip continental- Trinity Racing Equip nacional- Àustria |
| |

## Etapes
| Etapa    | Data      | Ciutats d'etapa              | type                    | Distància (km) | Desnivell (m) | Vencedor de l'etapa | Líder de la general |
| -------- | --------- | ---------------------------- | ----------------------- | -------------- | ------------- | ------------------- | ------------------- |
| 1a etapa | 17 de abr | Rattenberg – Alpbach         | etapa de mitja muntanya | 127,5          | 2.573 m       | Tao Geoghegan Hart  | Tao Geoghegan Hart  |
| 2a etapa | 18 de abr | Reith im Alpbachtal – Ritten | etapa de mitja muntanya | 165,2          | 2.882 m       | Tao Geoghegan Hart  | Tao Geoghegan Hart  |
| 3a etapa | 19 de abr | Ritten – Brentonico          | etapa de muntanya       | 162,5          | 2.793 m       | Lennard Kämna       | Tao Geoghegan Hart  |
| 4a etapa | 20 de abr | Rovereto – Predazzo          | etapa de muntanya       | 152,9          | 4.011 m       | Gregor Mühlberger   | Tao Geoghegan Hart  |
| 5a etapa | 21 de abr | Cavalese – Bruneck           | etapa de mitja muntanya | 144,5          | 2.933 m       | Simon Carr          | Tao Geoghegan Hart  |

### Etapa 1
| \| Classificació de l'etapa \| Classificació de l'etapa \| Classificació de l'etapa \| Classificació de l'etapa \| Classificació de l'etapa \| \| Corredor \| Corredor \| Equip \| Temps \| \| \| ------------------------ \| ------------------------- \| ------------------------ \| ------------------------ \| ------------------------ \| \| 1r \| Tao Geoghegan Hart \| Ineos Grenadiers \| 3h 18' 00" \| \| \| 2n \| Felix Gall \| AG2R Citroën Team \| + 2" \| \| \| 3r \| Hugh Carthy \| EF Education-EasyPost \| + 4" \| \| \| 4t \| Iván Ramiro Sosa Cuervo \| Movistar Team \| + 6" \| \| \| 5è \| Aleksandr Vlàssov \| Bora-Hansgrohe \| + 6" \| \| \| 6è \| Pàvel Sivakov \| Ineos Grenadiers \| + 6" \| \| \| 7è \| Lorenzo Fortunato \| Eolo-Kometa \| + 10" \| \| \| 8è \| Lennard Kämna \| Bora-Hansgrohe \| + 10" \| \| \| 9è \| Santiago Buitrago Sánchez \| Bahrain Victorious \| + 10" \| \| \| 10è \| Jack Haig \| Bahrain Victorious \| + 14" \| \| |                           |                       |            |
| |                           |                       |            |
| Font: ProCyclingStats |                           |                       |            |
| Classificació de l'etapa |                           |                       |            |
| Corredor | Corredor                  | Equip                 | Temps      |
| 1r | Tao Geoghegan Hart        | Ineos Grenadiers      | 3h 18' 00" |
| 2n | Felix Gall                | AG2R Citroën Team     | + 2"       |
| 3r | Hugh Carthy               | EF Education-EasyPost | + 4"       |
| 4t | Iván Ramiro Sosa Cuervo   | Movistar Team         | + 6"       |
| 5è | Aleksandr Vlàssov         | Bora-Hansgrohe        | + 6"       |
| 6è | Pàvel Sivakov             | Ineos Grenadiers      | + 6"       |
| 7è | Lorenzo Fortunato         | Eolo-Kometa           | + 10"      |
| 8è | Lennard Kämna             | Bora-Hansgrohe        | + 10"      |
| 9è | Santiago Buitrago Sánchez | Bahrain Victorious    | + 10"      |
| 10è | Jack Haig                 | Bahrain Victorious    | + 14"      |

| \| Classificació general \| Classificació general \| Classificació general \| Classificació general \| Classificació general \| \| Corredor \| Corredor \| Equip \| Temps \| \| \| --------------------- \| ------------------------- \| --------------------- \| --------------------- \| --------------------- \| \| 1r \| Tao Geoghegan Hart \| Ineos Grenadiers \| 3h 17' 50" \| \| \| 2n \| Felix Gall \| AG2R Citroën Team \| + 6" \| \| \| 3r \| Hugh Carthy \| EF Education-EasyPost \| + 10" \| \| \| 4t \| Iván Ramiro Sosa Cuervo \| Movistar Team \| + 16" \| \| \| 5è \| Aleksandr Vlàssov \| Bora-Hansgrohe \| + 16" \| \| \| 6è \| Pàvel Sivakov \| Ineos Grenadiers \| + 16" \| \| \| 7è \| Lorenzo Fortunato \| Eolo-Kometa \| + 20" \| \| \| 8è \| Lennard Kämna \| Bora-Hansgrohe \| + 20" \| \| \| 9è \| Santiago Buitrago Sánchez \| Bahrain Victorious \| + 20" \| \| \| 10è \| Jack Haig \| Bahrain Victorious \| + 24" \| \| |                           |                       |            |
| |                           |                       |            |
| Font: ProCyclingStats |                           |                       |            |
| Classificació general |                           |                       |            |
| Corredor | Corredor                  | Equip                 | Temps      |
| 1r | Tao Geoghegan Hart        | Ineos Grenadiers      | 3h 17' 50" |
| 2n | Felix Gall                | AG2R Citroën Team     | + 6"       |
| 3r | Hugh Carthy               | EF Education-EasyPost | + 10"      |
| 4t | Iván Ramiro Sosa Cuervo   | Movistar Team         | + 16"      |
| 5è | Aleksandr Vlàssov         | Bora-Hansgrohe        | + 16"      |
| 6è | Pàvel Sivakov             | Ineos Grenadiers      | + 16"      |
| 7è | Lorenzo Fortunato         | Eolo-Kometa           | + 20"      |
| 8è | Lennard Kämna             | Bora-Hansgrohe        | + 20"      |
| 9è | Santiago Buitrago Sánchez | Bahrain Victorious    | + 20"      |
| 10è | Jack Haig                 | Bahrain Victorious    | + 24"      |

### Etapa 2
| \| Classificació de l'etapa \| Classificació de l'etapa \| Classificació de l'etapa \| Classificació de l'etapa \| Classificació de l'etapa \| \| Corredor \| Corredor \| Equip \| Temps \| \| \| ------------------------ \| ------------------------- \| ------------------------ \| ------------------------ \| ------------------------ \| \| 1r \| Tao Geoghegan Hart \| Ineos Grenadiers \| 3h 57' 42" \| \| \| 2n \| Jack Haig \| Bahrain Victorious \| + 0" \| \| \| 3r \| Santiago Buitrago Sánchez \| Bahrain Victorious \| + 2" \| \| \| 4t \| Pàvel Sivakov \| Ineos Grenadiers \| + 2" \| \| \| 5è \| Lorenzo Fortunato \| Eolo-Kometa \| + 2" \| \| \| 6è \| Hugh Carthy \| EF Education-EasyPost \| + 2" \| \| \| 7è \| Iván Ramiro Sosa Cuervo \| Movistar Team \| + 2" \| \| \| 8è \| Alexander Cepeda \| EF Education-EasyPost \| + 2" \| \| \| 9è \| Aurélien Paret-Peintre \| AG2R Citroën Team \| + 29" \| \| \| 10è \| Lennard Kämna \| Bora-Hansgrohe \| + 29" \| \| |                           |                       |            |
| |                           |                       |            |
| Font: ProCyclingStats |                           |                       |            |
| Classificació de l'etapa |                           |                       |            |
| Corredor | Corredor                  | Equip                 | Temps      |
| 1r | Tao Geoghegan Hart        | Ineos Grenadiers      | 3h 57' 42" |
| 2n | Jack Haig                 | Bahrain Victorious    | + 0"       |
| 3r | Santiago Buitrago Sánchez | Bahrain Victorious    | + 2"       |
| 4t | Pàvel Sivakov             | Ineos Grenadiers      | + 2"       |
| 5è | Lorenzo Fortunato         | Eolo-Kometa           | + 2"       |
| 6è | Hugh Carthy               | EF Education-EasyPost | + 2"       |
| 7è | Iván Ramiro Sosa Cuervo   | Movistar Team         | + 2"       |
| 8è | Alexander Cepeda          | EF Education-EasyPost | + 2"       |
| 9è | Aurélien Paret-Peintre    | AG2R Citroën Team     | + 29"      |
| 10è | Lennard Kämna             | Bora-Hansgrohe        | + 29"      |

| \| Classificació general \| Classificació general \| Classificació general \| Classificació general \| Classificació general \| \| Corredor \| Corredor \| Equip \| Temps \| \| \| --------------------- \| ------------------------- \| --------------------- \| --------------------- \| --------------------- \| \| 1r \| Tao Geoghegan Hart \| Ineos Grenadiers \| 7h 15' 22" \| \| \| 2n \| Felix Gall \| AG2R Citroën Team \| + 16" \| \| \| 3r \| Hugh Carthy \| EF Education-EasyPost \| + 22" \| \| \| 4t \| Pàvel Sivakov \| Ineos Grenadiers \| + 28" \| \| \| 5è \| Iván Ramiro Sosa Cuervo \| Movistar Team \| + 28" \| \| \| 6è \| Jack Haig \| Bahrain Victorious \| + 28" \| \| \| 7è \| Santiago Buitrago Sánchez \| Bahrain Victorious \| + 30" \| \| \| 8è \| Lorenzo Fortunato \| Eolo-Kometa \| + 32" \| \| \| 9è \| Alexander Cepeda \| EF Education-EasyPost \| + 40" \| \| \| 10è \| Aleksandr Vlàssov \| Bora-Hansgrohe \| + 55" \| \| |                           |                       |            |
| |                           |                       |            |
| Font: ProCyclingStats |                           |                       |            |
| Classificació general |                           |                       |            |
| Corredor | Corredor                  | Equip                 | Temps      |
| 1r | Tao Geoghegan Hart        | Ineos Grenadiers      | 7h 15' 22" |
| 2n | Felix Gall                | AG2R Citroën Team     | + 16"      |
| 3r | Hugh Carthy               | EF Education-EasyPost | + 22"      |
| 4t | Pàvel Sivakov             | Ineos Grenadiers      | + 28"      |
| 5è | Iván Ramiro Sosa Cuervo   | Movistar Team         | + 28"      |
| 6è | Jack Haig                 | Bahrain Victorious    | + 28"      |
| 7è | Santiago Buitrago Sánchez | Bahrain Victorious    | + 30"      |
| 8è | Lorenzo Fortunato         | Eolo-Kometa           | + 32"      |
| 9è | Alexander Cepeda          | EF Education-EasyPost | + 40"      |
| 10è | Aleksandr Vlàssov         | Bora-Hansgrohe        | + 55"      |

### Etapa 3
| \| Classificació de l'etapa \| Classificació de l'etapa \| Classificació de l'etapa \| Classificació de l'etapa \| Classificació de l'etapa \| \| Corredor \| Corredor \| Equip \| Temps \| \| \| ------------------------ \| ------------------------ \| ------------------------ \| ------------------------ \| ------------------------ \| \| 1r \| Lennard Kämna \| Bora-Hansgrohe \| 4h 06' 13" \| \| \| 2n \| Aleksandr Vlàssov \| Bora-Hansgrohe \| + 4" \| \| \| 3r \| Alexander Cepeda \| EF Education-EasyPost \| + 4" \| \| \| 4t \| Tao Geoghegan Hart \| Ineos Grenadiers \| + 4" \| \| \| 5è \| Jack Haig \| Bahrain Victorious \| + 4" \| \| \| 6è \| Hugh Carthy \| EF Education-EasyPost \| + 4" \| \| \| 7è \| Lorenzo Fortunato \| Eolo-Kometa \| + 10" \| \| \| 8è \| Matthew Riccitello \| Israel-Premier Tech \| + 32" \| \| \| 9è \| Max Poole \| Team DSM \| + 32" \| \| \| 10è \| Pàvel Sivakov \| Ineos Grenadiers \| + 32" \| \| |                    |                       |            |
| |                    |                       |            |
| Font: ProCyclingStats |                    |                       |            |
| Classificació de l'etapa |                    |                       |            |
| Corredor | Corredor           | Equip                 | Temps      |
| 1r | Lennard Kämna      | Bora-Hansgrohe        | 4h 06' 13" |
| 2n | Aleksandr Vlàssov  | Bora-Hansgrohe        | + 4"       |
| 3r | Alexander Cepeda   | EF Education-EasyPost | + 4"       |
| 4t | Tao Geoghegan Hart | Ineos Grenadiers      | + 4"       |
| 5è | Jack Haig          | Bahrain Victorious    | + 4"       |
| 6è | Hugh Carthy        | EF Education-EasyPost | + 4"       |
| 7è | Lorenzo Fortunato  | Eolo-Kometa           | + 10"      |
| 8è | Matthew Riccitello | Israel-Premier Tech   | + 32"      |
| 9è | Max Poole          | Team DSM              | + 32"      |
| 10è | Pàvel Sivakov      | Ineos Grenadiers      | + 32"      |

| \| Classificació general \| Classificació general \| Classificació general \| Classificació general \| Classificació general \| \| Corredor \| Corredor \| Equip \| Temps \| \| \| --------------------- \| ------------------------- \| --------------------- \| --------------------- \| --------------------- \| \| 1r \| Tao Geoghegan Hart \| Ineos Grenadiers \| 11h 21' 39" \| \| \| 2n \| Hugh Carthy \| EF Education-EasyPost \| + 22" \| \| \| 3r \| Jack Haig \| Bahrain Victorious \| + 28" \| \| \| 4t \| Alexander Cepeda \| EF Education-EasyPost \| + 36" \| \| \| 5è \| Lorenzo Fortunato \| Eolo-Kometa \| + 38" \| \| \| 6è \| Lennard Kämna \| Bora-Hansgrohe \| + 45" \| \| \| 7è \| Aleksandr Vlàssov \| Bora-Hansgrohe \| + 49" \| \| \| 8è \| Pàvel Sivakov \| Ineos Grenadiers \| + 56" \| \| \| 9è \| Santiago Buitrago Sánchez \| Bahrain Victorious \| + 58" \| \| \| 10è \| Felix Gall \| AG2R Citroën Team \| + 1' 20" \| \| |                           |                       |             |
| |                           |                       |             |
| Font: ProCyclingStats |                           |                       |             |
| Classificació general |                           |                       |             |
| Corredor | Corredor                  | Equip                 | Temps       |
| 1r | Tao Geoghegan Hart        | Ineos Grenadiers      | 11h 21' 39" |
| 2n | Hugh Carthy               | EF Education-EasyPost | + 22"       |
| 3r | Jack Haig                 | Bahrain Victorious    | + 28"       |
| 4t | Alexander Cepeda          | EF Education-EasyPost | + 36"       |
| 5è | Lorenzo Fortunato         | Eolo-Kometa           | + 38"       |
| 6è | Lennard Kämna             | Bora-Hansgrohe        | + 45"       |
| 7è | Aleksandr Vlàssov         | Bora-Hansgrohe        | + 49"       |
| 8è | Pàvel Sivakov             | Ineos Grenadiers      | + 56"       |
| 9è | Santiago Buitrago Sánchez | Bahrain Victorious    | + 58"       |
| 10è | Felix Gall                | AG2R Citroën Team     | + 1' 20"    |

### Etapa 4
| \| Classificació de l'etapa \| Classificació de l'etapa \| Classificació de l'etapa \| Classificació de l'etapa \| Classificació de l'etapa \| \| Corredor \| Corredor \| Equip \| Temps \| \| \| ------------------------ \| ---------------------------- \| ---------------------------------- \| ------------------------ \| ------------------------ \| \| 1r \| Gregor Mühlberger \| Movistar Team \| 4h 16' 53" \| \| \| 2n \| Torstein Træen \| Uno-X Pro Cycling Team \| + 0" \| \| \| 3r \| Giulio Pellizzari \| Green Project-Bardiani CSF-Faizanè \| + 0" \| \| \| 4t \| Patrick Konrad \| Bora-Hansgrohe \| + 40" \| \| \| 5è \| Stefan de Bod \| EF Education-EasyPost \| + 40" \| \| \| 6è \| Óscar Rodríguez Garaicoechea \| Movistar Team \| + 40" \| \| \| 7è \| Marco Frigo \| Israel-Premier Tech \| + 40" \| \| \| 8è \| Geoffrey Bouchard \| AG2R Citroën Team \| + 40" \| \| \| 9è \| Mark Donovan \| Q36.5 Pro Cycling Team \| + 40" \| \| \| 10è \| Antonio Pedrero López \| Movistar Team \| + 40" \| \| |                              |                                    |            |
| |                              |                                    |            |
| Font: ProCyclingStats |                              |                                    |            |
| Classificació de l'etapa |                              |                                    |            |
| Corredor | Corredor                     | Equip                              | Temps      |
| 1r | Gregor Mühlberger            | Movistar Team                      | 4h 16' 53" |
| 2n | Torstein Træen               | Uno-X Pro Cycling Team             | + 0"       |
| 3r | Giulio Pellizzari            | Green Project-Bardiani CSF-Faizanè | + 0"       |
| 4t | Patrick Konrad               | Bora-Hansgrohe                     | + 40"      |
| 5è | Stefan de Bod                | EF Education-EasyPost              | + 40"      |
| 6è | Óscar Rodríguez Garaicoechea | Movistar Team                      | + 40"      |
| 7è | Marco Frigo                  | Israel-Premier Tech                | + 40"      |
| 8è | Geoffrey Bouchard            | AG2R Citroën Team                  | + 40"      |
| 9è | Mark Donovan                 | Q36.5 Pro Cycling Team             | + 40"      |
| 10è | Antonio Pedrero López        | Movistar Team                      | + 40"      |

| \| Classificació general \| Classificació general \| Classificació general \| Classificació general \| Classificació general \| \| Corredor \| Corredor \| Equip \| Temps \| \| \| --------------------- \| ------------------------- \| --------------------- \| --------------------- \| --------------------- \| \| 1r \| Tao Geoghegan Hart \| Ineos Grenadiers \| 15h 41' 54" \| \| \| 2n \| Hugh Carthy \| EF Education-EasyPost \| + 22" \| \| \| 3r \| Jack Haig \| Bahrain Victorious \| + 28" \| \| \| 4t \| Alexander Cepeda \| EF Education-EasyPost \| + 36" \| \| \| 5è \| Lorenzo Fortunato \| Eolo-Kometa \| + 38" \| \| \| 6è \| Lennard Kämna \| Bora-Hansgrohe \| + 45" \| \| \| 7è \| Aleksandr Vlàssov \| Bora-Hansgrohe \| + 49" \| \| \| 8è \| Pàvel Sivakov \| Ineos Grenadiers \| + 56" \| \| \| 9è \| Santiago Buitrago Sánchez \| Bahrain Victorious \| + 58" \| \| \| 10è \| Felix Gall \| AG2R Citroën Team \| + 1' 20" \| \| |                           |                       |             |
| |                           |                       |             |
| Font: ProCyclingStats |                           |                       |             |
| Classificació general |                           |                       |             |
| Corredor | Corredor                  | Equip                 | Temps       |
| 1r | Tao Geoghegan Hart        | Ineos Grenadiers      | 15h 41' 54" |
| 2n | Hugh Carthy               | EF Education-EasyPost | + 22"       |
| 3r | Jack Haig                 | Bahrain Victorious    | + 28"       |
| 4t | Alexander Cepeda          | EF Education-EasyPost | + 36"       |
| 5è | Lorenzo Fortunato         | Eolo-Kometa           | + 38"       |
| 6è | Lennard Kämna             | Bora-Hansgrohe        | + 45"       |
| 7è | Aleksandr Vlàssov         | Bora-Hansgrohe        | + 49"       |
| 8è | Pàvel Sivakov             | Ineos Grenadiers      | + 56"       |
| 9è | Santiago Buitrago Sánchez | Bahrain Victorious    | + 58"       |
| 10è | Felix Gall                | AG2R Citroën Team     | + 1' 20"    |

### Etapa 5
| \| Classificació de l'etapa \| Classificació de l'etapa \| Classificació de l'etapa \| Classificació de l'etapa \| Classificació de l'etapa \| \| Corredor \| Corredor \| Equip \| Temps \| \| \| ------------------------ \| ------------------------ \| ---------------------------------- \| ------------------------ \| ------------------------ \| \| 1r \| Simon Carr \| EF Education-EasyPost \| 3h 43' 28" \| \| \| 2n \| Georg Steinhauser \| EF Education-EasyPost \| + 53" \| \| \| 3r \| Matteo Fabbro \| Bora-Hansgrohe \| + 53" \| \| \| 4t \| Florian Lipowitz \| Bora-Hansgrohe \| + 55" \| \| \| 5è \| Johannes Kulset \| Uno-X DARE Development \| + 1' 21" \| \| \| 6è \| Luca Covili \| Green Project-Bardiani CSF-Faizanè \| + 2' 09" \| \| \| 7è \| Geoffrey Bouchard \| AG2R Citroën Team \| + 2' 40" \| \| \| 8è \| Txomin Juaristi \| Euskaltel-Euskadi \| + 2' 40" \| \| \| 9è \| Valentin Paret-Peintre \| AG2R Citroën Team \| + 2' 50" \| \| \| 10è \| Andrea Vendrame \| AG2R Citroën Team \| + 3' 00" \| \| |                        |                                    |            |
| |                        |                                    |            |
| Font: ProCyclingStats |                        |                                    |            |
| Classificació de l'etapa |                        |                                    |            |
| Corredor | Corredor               | Equip                              | Temps      |
| 1r | Simon Carr             | EF Education-EasyPost              | 3h 43' 28" |
| 2n | Georg Steinhauser      | EF Education-EasyPost              | + 53"      |
| 3r | Matteo Fabbro          | Bora-Hansgrohe                     | + 53"      |
| 4t | Florian Lipowitz       | Bora-Hansgrohe                     | + 55"      |
| 5è | Johannes Kulset        | Uno-X DARE Development             | + 1' 21"   |
| 6è | Luca Covili            | Green Project-Bardiani CSF-Faizanè | + 2' 09"   |
| 7è | Geoffrey Bouchard      | AG2R Citroën Team                  | + 2' 40"   |
| 8è | Txomin Juaristi        | Euskaltel-Euskadi                  | + 2' 40"   |
| 9è | Valentin Paret-Peintre | AG2R Citroën Team                  | + 2' 50"   |
| 10è | Andrea Vendrame        | AG2R Citroën Team                  | + 3' 00"   |

## Classificacions finals

### Classificació general
| \| Classificació general \| Classificació general \| Classificació general \| Classificació general \| Classificació general \| \| Corredor \| Corredor \| Equip \| Temps \| \| \| --------------------- \| ------------------------- \| ---------------------- \| --------------------- \| --------------------- \| \| 1r \| Tao Geoghegan Hart \| Ineos Grenadiers \| 19h 29' 50" \| \| \| 2n \| Hugh Carthy \| EF Education-EasyPost \| + 22" \| \| \| 3r \| Jack Haig \| Bahrain Victorious \| + 28" \| \| \| 4t \| Alexander Cepeda \| EF Education-EasyPost \| + 36" \| \| \| 5è \| Lorenzo Fortunato \| Eolo-Kometa \| + 38" \| \| \| 6è \| Lennard Kämna \| Bora-Hansgrohe \| + 45" \| \| \| 7è \| Pàvel Sivakov \| Ineos Grenadiers \| + 56" \| \| \| 8è \| Santiago Buitrago Sánchez \| Bahrain Victorious \| + 58" \| \| \| 9è \| Felix Gall \| AG2R Citroën Team \| + 1' 20" \| \| \| 10è \| Torstein Træen \| Uno-X Pro Cycling Team \| + 1' 34" \| \| |                           |                        |             |
| |                           |                        |             |
| Font: ProCyclingStats |                           |                        |             |
| Classificació general |                           |                        |             |
| Corredor | Corredor                  | Equip                  | Temps       |
| 1r | Tao Geoghegan Hart        | Ineos Grenadiers       | 19h 29' 50" |
| 2n | Hugh Carthy               | EF Education-EasyPost  | + 22"       |
| 3r | Jack Haig                 | Bahrain Victorious     | + 28"       |
| 4t | Alexander Cepeda          | EF Education-EasyPost  | + 36"       |
| 5è | Lorenzo Fortunato         | Eolo-Kometa            | + 38"       |
| 6è | Lennard Kämna             | Bora-Hansgrohe         | + 45"       |
| 7è | Pàvel Sivakov             | Ineos Grenadiers       | + 56"       |
| 8è | Santiago Buitrago Sánchez | Bahrain Victorious     | + 58"       |
| 9è | Felix Gall                | AG2R Citroën Team      | + 1' 20"    |
| 10è | Torstein Træen            | Uno-X Pro Cycling Team | + 1' 34"    |

### Classificacions secundàries
| Classificació del millor jove | Classificació del millor jove | Classificació del millor jove      | Classificació del millor jove | Classificació del millor jove |
| Corredor                      | Corredor                      | Equip                              | Temps                         |                               |
| ----------------------------- | ----------------------------- | ---------------------------------- | ----------------------------- | ----------------------------- |
| 1r                            | Max Poole                     | Team DSM                           | 19h 31' 36"                   |                               |
| 2n                            | Johannes Kulset               | Uno-X DARE Development             | + 1' 18"                      |                               |
| 3r                            | Matthew Riccitello            | Israel-Premier Tech                | + 1' 48"                      |                               |
| 4t                            | Finlay Pickering              | Trinity Racing                     | + 9' 46"                      |                               |
| 5è                            | Georg Steinhauser             | EF Education-EasyPost              | + 13' 02"                     |                               |
| 6è                            | Edoardo Zambanini             | Bahrain Victorious                 | + 13' 07"                     |                               |
| 7è                            | Giulio Pellizzari             | Green Project-Bardiani CSF-Faizanè | + 15' 43"                     |                               |
| 8è                            | Alex Tolio                    | Green Project-Bardiani CSF-Faizanè | + 21' 53"                     |                               |
| 9è                            | Florian Lipowitz              | Bora-Hansgrohe                     | + 32' 33"                     |                               |
| 10è                           | Valentin Paret-Peintre        | AG2R Citroën Team                  | + 32' 37"                     |                               |

| Classificació del millor jove | Classificació del millor jove | Classificació del millor jove      | Classificació del millor jove | Classificació del millor jove |
| Corredor                      | Corredor                      | Equip                              | Temps                         |                               |
| ----------------------------- | ----------------------------- | ---------------------------------- | ----------------------------- | ----------------------------- |
| 1r                            | Max Poole                     | Team DSM                           | 19h 31' 36"                   |                               |
| 2n                            | Johannes Kulset               | Uno-X DARE Development             | + 1' 18"                      |                               |
| 3r                            | Matthew Riccitello            | Israel-Premier Tech                | + 1' 48"                      |                               |
| 4t                            | Finlay Pickering              | Trinity Racing                     | + 9' 46"                      |                               |
| 5è                            | Georg Steinhauser             | EF Education-EasyPost              | + 13' 02"                     |                               |
| 6è                            | Edoardo Zambanini             | Bahrain Victorious                 | + 13' 07"                     |                               |
| 7è                            | Giulio Pellizzari             | Green Project-Bardiani CSF-Faizanè | + 15' 43"                     |                               |
| 8è                            | Alex Tolio                    | Green Project-Bardiani CSF-Faizanè | + 21' 53"                     |                               |
| 9è                            | Florian Lipowitz              | Bora-Hansgrohe                     | + 32' 33"                     |                               |
| 10è                           | Valentin Paret-Peintre        | AG2R Citroën Team                  | + 32' 37"                     |                               |

| Classificació de la muntanya | Classificació de la muntanya | Classificació de la muntanya       | Classificació de la muntanya | Classificació de la muntanya |
| Corredor                     | Corredor                     | Equip                              | Punts                        |                              |
| ---------------------------- | ---------------------------- | ---------------------------------- | ---------------------------- | ---------------------------- |
| 1r                           | Sergio Samitier              | Movistar Team                      | 20 pts                       |                              |
| 2n                           | Alexander Cepeda             | EF Education-EasyPost              | 12 pts                       |                              |
| 3r                           | Lennard Kämna                | Bora-Hansgrohe                     | 10 pts                       |                              |
| 4t                           | Antonio Pedrero López        | Movistar Team                      | 10 pts                       |                              |
| 5è                           | Óscar Rodríguez Garaicoechea | Movistar Team                      | 10 pts                       |                              |
| 6è                           | Simon Carr                   | EF Education-EasyPost              | 9 pts                        |                              |
| 7è                           | Luca Covili                  | Green Project-Bardiani CSF-Faizanè | 8 pts                        |                              |
| 8è                           | Santiago Buitrago Sánchez    | Bahrain Victorious                 | 6 pts                        |                              |
| 9è                           | Giulio Pellizzari            | Green Project-Bardiani CSF-Faizanè | 6 pts                        |                              |
| 10è                          | Jasha Sütterlin              | Bahrain Victorious                 | 6 pts                        |                              |

| Classificació de la muntanya | Classificació de la muntanya | Classificació de la muntanya       | Classificació de la muntanya | Classificació de la muntanya |
| Corredor                     | Corredor                     | Equip                              | Punts                        |                              |
| ---------------------------- | ---------------------------- | ---------------------------------- | ---------------------------- | ---------------------------- |
| 1r                           | Sergio Samitier              | Movistar Team                      | 20 pts                       |                              |
| 2n                           | Alexander Cepeda             | EF Education-EasyPost              | 12 pts                       |                              |
| 3r                           | Lennard Kämna                | Bora-Hansgrohe                     | 10 pts                       |                              |
| 4t                           | Antonio Pedrero López        | Movistar Team                      | 10 pts                       |                              |
| 5è                           | Óscar Rodríguez Garaicoechea | Movistar Team                      | 10 pts                       |                              |
| 6è                           | Simon Carr                   | EF Education-EasyPost              | 9 pts                        |                              |
| 7è                           | Luca Covili                  | Green Project-Bardiani CSF-Faizanè | 8 pts                        |                              |
| 8è                           | Santiago Buitrago Sánchez    | Bahrain Victorious                 | 6 pts                        |                              |
| 9è                           | Giulio Pellizzari            | Green Project-Bardiani CSF-Faizanè | 6 pts                        |                              |
| 10è                          | Jasha Sütterlin              | Bahrain Victorious                 | 6 pts                        |                              |

| Classificació per punts | Classificació per punts | Classificació per punts            | Classificació per punts | Classificació per punts |
| Corredor                | Corredor                | Equip                              | Punts                   |                         |
| ----------------------- | ----------------------- | ---------------------------------- | ----------------------- | ----------------------- |
| 1r                      | Tao Geoghegan Hart      | Ineos Grenadiers                   | 58 pts                  |                         |
| 2n                      | Moran Vermeulen         | Àustria                            | 50 pts                  |                         |
| 3r                      | Gregor Mühlberger       | Movistar Team                      | 39 pts                  |                         |
| 4t                      | Simon Carr              | EF Education-EasyPost              | 37 pts                  |                         |
| 5è                      | Lennard Kämna           | Bora-Hansgrohe                     | 29 pts                  |                         |
| 6è                      | Georg Steinhauser       | EF Education-EasyPost              | 28 pts                  |                         |
| 7è                      | Jack Haig               | Bahrain Victorious                 | 25 pts                  |                         |
| 8è                      | Giulio Pellizzari       | Green Project-Bardiani CSF-Faizanè | 22 pts                  |                         |
| 9è                      | Hugh Carthy             | EF Education-EasyPost              | 22 pts                  |                         |
| 10è                     | Felix Gall              | AG2R Citroën Team                  | 18 pts                  |                         |

| Classificació per punts | Classificació per punts | Classificació per punts            | Classificació per punts | Classificació per punts |
| Corredor                | Corredor                | Equip                              | Punts                   |                         |
| ----------------------- | ----------------------- | ---------------------------------- | ----------------------- | ----------------------- |
| 1r                      | Tao Geoghegan Hart      | Ineos Grenadiers                   | 58 pts                  |                         |
| 2n                      | Moran Vermeulen         | Àustria                            | 50 pts                  |                         |
| 3r                      | Gregor Mühlberger       | Movistar Team                      | 39 pts                  |                         |
| 4t                      | Simon Carr              | EF Education-EasyPost              | 37 pts                  |                         |
| 5è                      | Lennard Kämna           | Bora-Hansgrohe                     | 29 pts                  |                         |
| 6è                      | Georg Steinhauser       | EF Education-EasyPost              | 28 pts                  |                         |
| 7è                      | Jack Haig               | Bahrain Victorious                 | 25 pts                  |                         |
| 8è                      | Giulio Pellizzari       | Green Project-Bardiani CSF-Faizanè | 22 pts                  |                         |
| 9è                      | Hugh Carthy             | EF Education-EasyPost              | 22 pts                  |                         |
| 10è                     | Felix Gall              | AG2R Citroën Team                  | 18 pts                  |                         |

| Classificació per equips | Classificació per equips           | Classificació per equips | Classificació per equips |
| Equip                    | Equip                              | Temps                    |                          |
| ------------------------ | ---------------------------------- | ------------------------ | ------------------------ |
| 1r                       | Bora-Hansgrohe                     | 58h 28' 15"              |                          |
| 2n                       | Ineos Grenadiers                   | + 6' 00"                 |                          |
| 3r                       | EF Education-EasyPost              | + 7' 46"                 |                          |
| 4t                       | Bahrain Victorious                 | + 9' 50"                 |                          |
| 5è                       | AG2R Citroën Team                  | + 13' 57"                |                          |
| 6è                       | Israel-Premier Tech                | + 15' 44"                |                          |
| 7è                       | Movistar Team                      | + 20' 34"                |                          |
| 8è                       | Q36.5 Pro Cycling Team             | + 34' 05"                |                          |
| 9è                       | Euskaltel-Euskadi                  | + 36' 28"                |                          |
| 10è                      | Green Project-Bardiani CSF-Faizanè | + 37' 28"                |                          |

| Classificació per equips | Classificació per equips           | Classificació per equips | Classificació per equips |
| Equip                    | Equip                              | Temps                    |                          |
| ------------------------ | ---------------------------------- | ------------------------ | ------------------------ |
| 1r                       | Bora-Hansgrohe                     | 58h 28' 15"              |                          |
| 2n                       | Ineos Grenadiers                   | + 6' 00"                 |                          |
| 3r                       | EF Education-EasyPost              | + 7' 46"                 |                          |
| 4t                       | Bahrain Victorious                 | + 9' 50"                 |                          |
| 5è                       | AG2R Citroën Team                  | + 13' 57"                |                          |
| 6è                       | Israel-Premier Tech                | + 15' 44"                |                          |
| 7è                       | Movistar Team                      | + 20' 34"                |                          |
| 8è                       | Q36.5 Pro Cycling Team             | + 34' 05"                |                          |
| 9è                       | Euskaltel-Euskadi                  | + 36' 28"                |                          |
| 10è                      | Green Project-Bardiani CSF-Faizanè | + 37' 28"                |                          |

## Evolució de les classificacions
| Etapa                  | Vencedor               | Classificació general 25px | Classificació de la muntanya | Classificació dels esprints | Classificació dels joves | Classificació per equips |
| ---------------------- | ---------------------- | -------------------------- | ---------------------------- | --------------------------- | ------------------------ | ------------------------ |
| 1                      | Tao Geoghegan Hart     | Tao Geoghegan Hart         | Alexander Cepeda             | Tao Geoghegan Hart          | Max Poole                | Ineos Grenadiers         |
| 2                      | Tao Geoghegan Hart     | Tao Geoghegan Hart         | Santiago Buitrago            | Tao Geoghegan Hart          | Max Poole                | Ineos Grenadiers         |
| 3                      | Lennard Kämna          | Tao Geoghegan Hart         | Alexander Cepeda             | Tao Geoghegan Hart          | Max Poole                | Ineos Grenadiers         |
| 4                      | Gregor Mühlberger      | Tao Geoghegan Hart         | Alexander Cepeda             | Tao Geoghegan Hart          | Max Poole                | Ineos Grenadiers         |
| 5                      | Simon Carr             | Tao Geoghegan Hart         | Sergio Samitier              | Tao Geoghegan Hart          | Max Poole                | Bora-Hansgrohe           |
| Classificacions finals | Classificacions finals | Tao Geoghegan Hart         | Sergio Samitier              | Tao Geoghegan Hart          | Max Poole                | Bora-Hansgrohe           |

## Llista de participants
| Ineos Grenadiers IGD | Ineos Grenadiers IGD     | Ineos Grenadiers IGD |
| -------------------- | ------------------------ | -------------------- |
| Núm                  | Ciclista                 | Pos                  |
| 1                    | Thymen Arensman (NED)    | 33è                  |
| 2                    | Laurens De Plus (BEL)    | 19è                  |
| 3                    | Tao Geoghegan Hart (GBR) | 1r                   |
| 4                    | Salvatore Puccio (ITA)   | 74è                  |
| 5                    | Pàvel Sivakov (FRA)      | 7è                   |
| 6                    | Ben Swift (GBR)          | 68è                  |
| 7                    | Geraint Thomas (GBR)     | 15è                  |

| Bahrain Victorious TBV | Bahrain Victorious TBV          | Bahrain Victorious TBV |
| ---------------------- | ------------------------------- | ---------------------- |
| Núm                    | Ciclista                        | Pos                    |
| 11                     | Santiago Buitrago Sánchez (COL) | 8è                     |
| 12                     | Nicolò Buratti (ITA)            | DNF-4                  |
| 13                     | Jack Haig (AUS)                 | 3r                     |
| 14                     | Hermann Pernsteiner (AUT)       | 23è                    |
| 15                     | Edoardo Zambanini (ITA)         | 29è                    |
| 16                     | Jasha Sütterlin (GER)           | 66è                    |

| EF Education-EasyPost EFE | EF Education-EasyPost EFE  | EF Education-EasyPost EFE |
| ------------------------- | -------------------------- | ------------------------- |
| Núm                       | Ciclista                   | Pos                       |
| 21                        | Hugh Carthy (GBR)          | 2n                        |
| 22                        | Simon Carr (GBR)           | 47è                       |
| 24                        | Alexander Cepeda (ECU)     | 4t                        |
| 25                        | Stefan de Bod (RSA)        | 41è                       |
| 26                        | Merhawi Kudus (ERI) (ruta) | 53è                       |
| 27                        | Georg Steinhauser (GER)    | 28è                       |

| Movistar Team MOV | Movistar Team MOV                  | Movistar Team MOV |
| ----------------- | ---------------------------------- | ----------------- |
| Núm               | Ciclista                           | Pos               |
| 31                | Abner González (PUR)               | DNF-5             |
| 32                | Juri Hollmann (GER)                | 49è               |
| 33                | Gregor Mühlberger (AUT)            | 38è               |
| 34                | Antonio Pedrero López (ESP)        | 27è               |
| 35                | Óscar Rodríguez Garaicoechea (ESP) | 32è               |
| 36                | Sergio Samitier (ESP)              | 60è               |
| 37                | Iván Ramiro Sosa Cuervo (COL)      | 18è               |

| Bora-Hansgrohe BOH | Bora-Hansgrohe BOH          | Bora-Hansgrohe BOH |
| ------------------ | --------------------------- | ------------------ |
| Núm                | Ciclista                    | Pos                |
| 41                 | Matteo Fabbro (ITA)         | 34è                |
| 42                 | Florian Lipowitz (GER)      | 43è                |
| 43                 | Lennard Kämna (GER)         | 6è                 |
| 44                 | Patrick Konrad (AUT)        | 22è                |
| 45                 | Cian Uijtdebroeks (BEL)     | NP-2               |
| 46                 | Aleksandr Vlàssov           | NP-5               |
| 47                 | Maximilian Schachmann (GER) | NP-4               |

| AG2R Citroën Team ACT | AG2R Citroën Team ACT        | AG2R Citroën Team ACT |
| --------------------- | ---------------------------- | --------------------- |
| Núm                   | Ciclista                     | Pos                   |
| 51                    | Geoffrey Bouchard (FRA)      | 39è                   |
| 52                    | Felix Gall (AUT)             | 9è                    |
| 54                    | Nicolas Prodhomme (FRA)      | 69è                   |
| 55                    | Aurélien Paret-Peintre (FRA) | 13è                   |
| 56                    | Valentin Paret-Peintre (FRA) | 44è                   |
| 57                    | Andrea Vendrame (ITA)        | 56è                   |

| Team DSM DSM | Team DSM DSM                  | Team DSM DSM |
| ------------ | ----------------------------- | ------------ |
| Núm          | Ciclista                      | Pos          |
| 61           | Jonas Iversby Hvideberg (NOR) | DNF-5        |
| 62           | Lorenzo Milesi (ITA)          | 52è          |
| 63           | Harm Vanhoucke (BEL)          | NP-3         |
| 64           | Max van der Meulen (NED)      | DNF-4        |
| 65           | Alberto Dainese (ITA)         | DNF-4        |
| 66           | Max Poole (GBR)               | 11è          |

| Astana Qazaqstan Team AST | Astana Qazaqstan Team AST   | Astana Qazaqstan Team AST |
| ------------------------- | --------------------------- | ------------------------- |
| Núm                       | Ciclista                    | Pos                       |
| 71                        | Luis León Sánchez Gil (ESP) | 30è                       |
| 72                        | Manuele Boaro (ITA)         | DNF-2                     |
| 73                        | Joe Dombrowski (USA)        | 24è                       |
| 74                        | Vadim Pronskiy (KAZ)        | NP-2                      |
| 75                        | Daniil Pronskiy (KAZ)       | DNF-5                     |
| 76                        | Antonio Nibali (ITA)        | 64è                       |
| 77                        | Igor Chzhan (KAZ) (ruta)    | DNF-5                     |

| Israel-Premier Tech IPT | Israel-Premier Tech IPT  | Israel-Premier Tech IPT |
| ----------------------- | ------------------------ | ----------------------- |
| Núm                     | Ciclista                 | Pos                     |
| 81                      | Sebastian Berwick (AUS)  | 51è                     |
| 82                      | Marco Frigo (ITA)        | 45è                     |
| 83                      | Omer Goldstein (ISR)     | 61è                     |
| 84                      | Ben Hermans (BEL)        | 36è                     |
| 85                      | Domenico Pozzovivo (ITA) | 21è                     |
| 86                      | Matthew Riccitello (USA) | 16è                     |
| 87                      | Guy Sagiv (ISR)          | DNF-4                   |

| Green Project-Bardiani CSF-Faizanè BCF | Green Project-Bardiani CSF-Faizanè BCF | Green Project-Bardiani CSF-Faizanè BCF |
| -------------------------------------- | -------------------------------------- | -------------------------------------- |
| Núm                                    | Ciclista                               | Pos                                    |
| 91                                     | Luca Covili (ITA)                      | 17è                                    |
| 92                                     | Riccardo Lucca (ITA)                   | DNF-5                                  |
| 93                                     | Alessio Nieri (ITA)                    | DNF-5                                  |
| 94                                     | Giulio Pellizzari (ITA)                | 31è                                    |
| 95                                     | Alessandro Santaromita (ITA)           | NP-4                                   |
| 96                                     | Henok Mulubrhan (ERI)                  | 40è                                    |
| 97                                     | Alex Tolio (ITA)                       | 37è                                    |

| Uno-X Pro Cycling Team UXT | Uno-X Pro Cycling Team UXT | Uno-X Pro Cycling Team UXT |
| -------------------------- | -------------------------- | -------------------------- |
| Núm                        | Ciclista                   | Pos                        |
| 101                        | Torstein Træen (NOR)       | 10è                        |
| 102                        | Jonas Abrahamsen (NOR)     | DNF-5                      |
| 103                        | Ådne Holter (NOR)          | 73è                        |
| 104                        | Magnus Kulset (NOR)        | 57è                        |
| 105                        | Sindre Kulset (NOR)        | DNF-4                      |
| 106                        | Johannes Kulset (NOR)      | 14è                        |
| 107                        | Magnus Brynsrud (NOR)      | 62è                        |

| Q36.5 Pro Cycling Team Q36 | Q36.5 Pro Cycling Team Q36 | Q36.5 Pro Cycling Team Q36 |
| -------------------------- | -------------------------- | -------------------------- |
| Núm                        | Ciclista                   | Pos                        |
| 111                        | Carl Fredrik Hagen (NOR)   | 42è                        |
| 112                        | Damien Howson (AUS)        | 26è                        |
| 113                        | Gianluca Brambilla (ITA)   | 46è                        |
| 114                        | Mark Donovan (GBR)         | 20è                        |
| 115                        | Matteo Badilatti (SUI)     | NP-5                       |
| 116                        | Negasi Abreha (ETH)        | DNF-5                      |
| 117                        | Corey Davis (USA)          | DNF-3                      |

| Euskaltel-Euskadi EUS | Euskaltel-Euskadi EUS          | Euskaltel-Euskadi EUS |
| --------------------- | ------------------------------ | --------------------- |
| Núm                   | Ciclista                       | Pos                   |
| 121                   | Mikel Bizkarra Etxegibel (ESP) | 12è                   |
| 122                   | Unai Cuadrado (ESP)            | DNF-4                 |
| 123                   | Txomin Juaristi (ESP)          | 63è                   |
| 124                   | Ibai Azurmendi (ESP)           | DNF-5                 |
| 125                   | Asier Etxeberria (ESP)         | 67è                   |
| 126                   | Enekoitz Azparren (ESP)        | 65è                   |
| 127                   | Luis Ángel Maté Mardones (ESP) | 35è                   |

| Equipo Kern Pharma EKP | Equipo Kern Pharma EKP        | Equipo Kern Pharma EKP |
| ---------------------- | ----------------------------- | ---------------------- |
| Núm                    | Ciclista                      | Pos                    |
| 131                    | Pablo Castrillo Zapater (ESP) | DNF-5                  |
| 132                    | Eugenio Sánchez López (ESP)   | DNF-5                  |
| 133                    | Giovanni Carboni (ITA)        | DNF-4                  |
| 134                    | Jordi López Caravaca (ESP)    | 55è                    |
| 135                    | Carlos García Pierna (ESP)    | DNF-5                  |
| 136                    | José Félix Parra (ESP)        | 48è                    |
| 137                    | Martí Márquez (ESP)           | DNF-5                  |

| Caja Rural-Seguros RGA CJR | Caja Rural-Seguros RGA CJR    | Caja Rural-Seguros RGA CJR |
| -------------------------- | ----------------------------- | -------------------------- |
| Núm                        | Ciclista                      | Pos                        |
| 141                        | Julen Amézqueta Moreno (ESP)  | DNF-4                      |
| 142                        | Joseba López (ESP)            | DNF-5                      |
| 143                        | Calum Johnston (GBR)          | DNF-5                      |
| 144                        | Jhojan García (COL)           | DNF-5                      |
| 145                        | Mulu Hailemichael (ETH)       | DNF-5                      |
| 146                        | Jokin Murguialday (ESP)       | DNF-2                      |
| 147                        | Fernando Barceló Aragón (ESP) | 70è                        |

| Eolo-Kometa EOK | Eolo-Kometa EOK         | Eolo-Kometa EOK |
| --------------- | ----------------------- | --------------- |
| Núm             | Ciclista                | Pos             |
| 151             | Lorenzo Fortunato (ITA) | 5è              |
| 152             | Davide Bais (ITA)       | DNF-5           |
| 153             | Mattia Bais (ITA)       | DNF-5           |
| 154             | Andrea Garosio (ITA)    | 58è             |
| 155             | Samuele Rivi (ITA)      | DNF-2           |
| 156             | Alex Martin (ESP)       | DNF-5           |
| 157             | Fernando Tercero (ESP)  | 50è             |

| Team Corratec COR | Team Corratec COR       | Team Corratec COR |
| ----------------- | ----------------------- | ----------------- |
| Núm               | Ciclista                | Pos               |
| 161               | Samuele Zambelli (ITA)  | DNF-5             |
| 162               | Matteo Amella (ITA)     | DNF-5             |
| 163               | Davide Baldaccini (ITA) | DNF-5             |
| 164               | Etienne van Empel (NED) | DNF-1             |
| 165               | Karel Vacek (CZE)       | 54è               |
| 166               | Simone Olivero (ITA)    | DNF-3             |

| Àustria AUT | Àustria AUT           | Àustria AUT |
| ----------- | --------------------- | ----------- |
| Núm         | Ciclista              | Pos         |
| 171         | Lukas Pöstlberger     | DNF-5       |
| 172         | Sebastian Schönberger | DNF-5       |
| 173         | Moran Vermeulen       | 72è         |
| 174         | Alexander Hajek       | 59è         |
| 175         | Marco Schrettl        | DNF-5       |
| 176         | Sebastian Putz        | DNF-5       |
| 177         | Philipp Hofbauer      | DNF-5       |

| Trinity Racing TRI | Trinity Racing TRI        | Trinity Racing TRI |
| ------------------ | ------------------------- | ------------------ |
| Núm                | Ciclista                  | Pos                |
| 181                | Finlay Pickering (GBR)    | 25è                |
| 182                | William Smith (GBR)       | DNF-5              |
| 183                | Fergus Browning (AUS)     | DNF-2              |
| 184                | Liam Johnston (AUS)       | DNF-5              |
| 185                | Adrien Boichis (FRA)      | DNF-5              |
| 186                | Camilo Andres Gomez (COL) | DNF-5              |
| 187                | Hugo Rodriguez (COL)      | 71è                |

| Ineos Grenadiers IGD | Ineos Grenadiers IGD     | Ineos Grenadiers IGD |
| -------------------- | ------------------------ | -------------------- |
| Núm                  | Ciclista                 | Pos                  |
| 1                    | Thymen Arensman (NED)    | 33è                  |
| 2                    | Laurens De Plus (BEL)    | 19è                  |
| 3                    | Tao Geoghegan Hart (GBR) | 1r                   |
| 4                    | Salvatore Puccio (ITA)   | 74è                  |
| 5                    | Pàvel Sivakov (FRA)      | 7è                   |
| 6                    | Ben Swift (GBR)          | 68è                  |
| 7                    | Geraint Thomas (GBR)     | 15è                  |

| Bahrain Victorious TBV | Bahrain Victorious TBV          | Bahrain Victorious TBV |
| ---------------------- | ------------------------------- | ---------------------- |
| Núm                    | Ciclista                        | Pos                    |
| 11                     | Santiago Buitrago Sánchez (COL) | 8è                     |
| 12                     | Nicolò Buratti (ITA)            | DNF-4                  |
| 13                     | Jack Haig (AUS)                 | 3r                     |
| 14                     | Hermann Pernsteiner (AUT)       | 23è                    |
| 15                     | Edoardo Zambanini (ITA)         | 29è                    |
| 16                     | Jasha Sütterlin (GER)           | 66è                    |

| EF Education-EasyPost EFE | EF Education-EasyPost EFE  | EF Education-EasyPost EFE |
| ------------------------- | -------------------------- | ------------------------- |
| Núm                       | Ciclista                   | Pos                       |
| 21                        | Hugh Carthy (GBR)          | 2n                        |
| 22                        | Simon Carr (GBR)           | 47è                       |
| 24                        | Alexander Cepeda (ECU)     | 4t                        |
| 25                        | Stefan de Bod (RSA)        | 41è                       |
| 26                        | Merhawi Kudus (ERI) (ruta) | 53è                       |
| 27                        | Georg Steinhauser (GER)    | 28è                       |

| Movistar Team MOV | Movistar Team MOV                  | Movistar Team MOV |
| ----------------- | ---------------------------------- | ----------------- |
| Núm               | Ciclista                           | Pos               |
| 31                | Abner González (PUR)               | DNF-5             |
| 32                | Juri Hollmann (GER)                | 49è               |
| 33                | Gregor Mühlberger (AUT)            | 38è               |
| 34                | Antonio Pedrero López (ESP)        | 27è               |
| 35                | Óscar Rodríguez Garaicoechea (ESP) | 32è               |
| 36                | Sergio Samitier (ESP)              | 60è               |
| 37                | Iván Ramiro Sosa Cuervo (COL)      | 18è               |

| Bora-Hansgrohe BOH | Bora-Hansgrohe BOH          | Bora-Hansgrohe BOH |
| ------------------ | --------------------------- | ------------------ |
| Núm                | Ciclista                    | Pos                |
| 41                 | Matteo Fabbro (ITA)         | 34è                |
| 42                 | Florian Lipowitz (GER)      | 43è                |
| 43                 | Lennard Kämna (GER)         | 6è                 |
| 44                 | Patrick Konrad (AUT)        | 22è                |
| 45                 | Cian Uijtdebroeks (BEL)     | NP-2               |
| 46                 | Aleksandr Vlàssov           | NP-5               |
| 47                 | Maximilian Schachmann (GER) | NP-4               |

| AG2R Citroën Team ACT | AG2R Citroën Team ACT        | AG2R Citroën Team ACT |
| --------------------- | ---------------------------- | --------------------- |
| Núm                   | Ciclista                     | Pos                   |
| 51                    | Geoffrey Bouchard (FRA)      | 39è                   |
| 52                    | Felix Gall (AUT)             | 9è                    |
| 54                    | Nicolas Prodhomme (FRA)      | 69è                   |
| 55                    | Aurélien Paret-Peintre (FRA) | 13è                   |
| 56                    | Valentin Paret-Peintre (FRA) | 44è                   |
| 57                    | Andrea Vendrame (ITA)        | 56è                   |

| Team DSM DSM | Team DSM DSM                  | Team DSM DSM |
| ------------ | ----------------------------- | ------------ |
| Núm          | Ciclista                      | Pos          |
| 61           | Jonas Iversby Hvideberg (NOR) | DNF-5        |
| 62           | Lorenzo Milesi (ITA)          | 52è          |
| 63           | Harm Vanhoucke (BEL)          | NP-3         |
| 64           | Max van der Meulen (NED)      | DNF-4        |
| 65           | Alberto Dainese (ITA)         | DNF-4        |
| 66           | Max Poole (GBR)               | 11è          |

| Astana Qazaqstan Team AST | Astana Qazaqstan Team AST   | Astana Qazaqstan Team AST |
| ------------------------- | --------------------------- | ------------------------- |
| Núm                       | Ciclista                    | Pos                       |
| 71                        | Luis León Sánchez Gil (ESP) | 30è                       |
| 72                        | Manuele Boaro (ITA)         | DNF-2                     |
| 73                        | Joe Dombrowski (USA)        | 24è                       |
| 74                        | Vadim Pronskiy (KAZ)        | NP-2                      |
| 75                        | Daniil Pronskiy (KAZ)       | DNF-5                     |
| 76                        | Antonio Nibali (ITA)        | 64è                       |
| 77                        | Igor Chzhan (KAZ) (ruta)    | DNF-5                     |

| Israel-Premier Tech IPT | Israel-Premier Tech IPT  | Israel-Premier Tech IPT |
| ----------------------- | ------------------------ | ----------------------- |
| Núm                     | Ciclista                 | Pos                     |
| 81                      | Sebastian Berwick (AUS)  | 51è                     |
| 82                      | Marco Frigo (ITA)        | 45è                     |
| 83                      | Omer Goldstein (ISR)     | 61è                     |
| 84                      | Ben Hermans (BEL)        | 36è                     |
| 85                      | Domenico Pozzovivo (ITA) | 21è                     |
| 86                      | Matthew Riccitello (USA) | 16è                     |
| 87                      | Guy Sagiv (ISR)          | DNF-4                   |

| Green Project-Bardiani CSF-Faizanè BCF | Green Project-Bardiani CSF-Faizanè BCF | Green Project-Bardiani CSF-Faizanè BCF |
| -------------------------------------- | -------------------------------------- | -------------------------------------- |
| Núm                                    | Ciclista                               | Pos                                    |
| 91                                     | Luca Covili (ITA)                      | 17è                                    |
| 92                                     | Riccardo Lucca (ITA)                   | DNF-5                                  |
| 93                                     | Alessio Nieri (ITA)                    | DNF-5                                  |
| 94                                     | Giulio Pellizzari (ITA)                | 31è                                    |
| 95                                     | Alessandro Santaromita (ITA)           | NP-4                                   |
| 96                                     | Henok Mulubrhan (ERI)                  | 40è                                    |
| 97                                     | Alex Tolio (ITA)                       | 37è                                    |

| Uno-X Pro Cycling Team UXT | Uno-X Pro Cycling Team UXT | Uno-X Pro Cycling Team UXT |
| -------------------------- | -------------------------- | -------------------------- |
| Núm                        | Ciclista                   | Pos                        |
| 101                        | Torstein Træen (NOR)       | 10è                        |
| 102                        | Jonas Abrahamsen (NOR)     | DNF-5                      |
| 103                        | Ådne Holter (NOR)          | 73è                        |
| 104                        | Magnus Kulset (NOR)        | 57è                        |
| 105                        | Sindre Kulset (NOR)        | DNF-4                      |
| 106                        | Johannes Kulset (NOR)      | 14è                        |
| 107                        | Magnus Brynsrud (NOR)      | 62è                        |

| Q36.5 Pro Cycling Team Q36 | Q36.5 Pro Cycling Team Q36 | Q36.5 Pro Cycling Team Q36 |
| -------------------------- | -------------------------- | -------------------------- |
| Núm                        | Ciclista                   | Pos                        |
| 111                        | Carl Fredrik Hagen (NOR)   | 42è                        |
| 112                        | Damien Howson (AUS)        | 26è                        |
| 113                        | Gianluca Brambilla (ITA)   | 46è                        |
| 114                        | Mark Donovan (GBR)         | 20è                        |
| 115                        | Matteo Badilatti (SUI)     | NP-5                       |
| 116                        | Negasi Abreha (ETH)        | DNF-5                      |
| 117                        | Corey Davis (USA)          | DNF-3                      |

| Euskaltel-Euskadi EUS | Euskaltel-Euskadi EUS          | Euskaltel-Euskadi EUS |
| --------------------- | ------------------------------ | --------------------- |
| Núm                   | Ciclista                       | Pos                   |
| 121                   | Mikel Bizkarra Etxegibel (ESP) | 12è                   |
| 122                   | Unai Cuadrado (ESP)            | DNF-4                 |
| 123                   | Txomin Juaristi (ESP)          | 63è                   |
| 124                   | Ibai Azurmendi (ESP)           | DNF-5                 |
| 125                   | Asier Etxeberria (ESP)         | 67è                   |
| 126                   | Enekoitz Azparren (ESP)        | 65è                   |
| 127                   | Luis Ángel Maté Mardones (ESP) | 35è                   |

| Equipo Kern Pharma EKP | Equipo Kern Pharma EKP        | Equipo Kern Pharma EKP |
| ---------------------- | ----------------------------- | ---------------------- |
| Núm                    | Ciclista                      | Pos                    |
| 131                    | Pablo Castrillo Zapater (ESP) | DNF-5                  |
| 132                    | Eugenio Sánchez López (ESP)   | DNF-5                  |
| 133                    | Giovanni Carboni (ITA)        | DNF-4                  |
| 134                    | Jordi López Caravaca (ESP)    | 55è                    |
| 135                    | Carlos García Pierna (ESP)    | DNF-5                  |
| 136                    | José Félix Parra (ESP)        | 48è                    |
| 137                    | Martí Márquez (ESP)           | DNF-5                  |

| Caja Rural-Seguros RGA CJR | Caja Rural-Seguros RGA CJR    | Caja Rural-Seguros RGA CJR |
| -------------------------- | ----------------------------- | -------------------------- |
| Núm                        | Ciclista                      | Pos                        |
| 141                        | Julen Amézqueta Moreno (ESP)  | DNF-4                      |
| 142                        | Joseba López (ESP)            | DNF-5                      |
| 143                        | Calum Johnston (GBR)          | DNF-5                      |
| 144                        | Jhojan García (COL)           | DNF-5                      |
| 145                        | Mulu Hailemichael (ETH)       | DNF-5                      |
| 146                        | Jokin Murguialday (ESP)       | DNF-2                      |
| 147                        | Fernando Barceló Aragón (ESP) | 70è                        |

| Eolo-Kometa EOK | Eolo-Kometa EOK         | Eolo-Kometa EOK |
| --------------- | ----------------------- | --------------- |
| Núm             | Ciclista                | Pos             |
| 151             | Lorenzo Fortunato (ITA) | 5è              |
| 152             | Davide Bais (ITA)       | DNF-5           |
| 153             | Mattia Bais (ITA)       | DNF-5           |
| 154             | Andrea Garosio (ITA)    | 58è             |
| 155             | Samuele Rivi (ITA)      | DNF-2           |
| 156             | Alex Martin (ESP)       | DNF-5           |
| 157             | Fernando Tercero (ESP)  | 50è             |

| Team Corratec COR | Team Corratec COR       | Team Corratec COR |
| ----------------- | ----------------------- | ----------------- |
| Núm               | Ciclista                | Pos               |
| 161               | Samuele Zambelli (ITA)  | DNF-5             |
| 162               | Matteo Amella (ITA)     | DNF-5             |
| 163               | Davide Baldaccini (ITA) | DNF-5             |
| 164               | Etienne van Empel (NED) | DNF-1             |
| 165               | Karel Vacek (CZE)       | 54è               |
| 166               | Simone Olivero (ITA)    | DNF-3             |

| Àustria AUT | Àustria AUT           | Àustria AUT |
| ----------- | --------------------- | ----------- |
| Núm         | Ciclista              | Pos         |
| 171         | Lukas Pöstlberger     | DNF-5       |
| 172         | Sebastian Schönberger | DNF-5       |
| 173         | Moran Vermeulen       | 72è         |
| 174         | Alexander Hajek       | 59è         |
| 175         | Marco Schrettl        | DNF-5       |
| 176         | Sebastian Putz        | DNF-5       |
| 177         | Philipp Hofbauer      | DNF-5       |

| Trinity Racing TRI | Trinity Racing TRI        | Trinity Racing TRI |
| ------------------ | ------------------------- | ------------------ |
| Núm                | Ciclista                  | Pos                |
| 181                | Finlay Pickering (GBR)    | 25è                |
| 182                | William Smith (GBR)       | DNF-5              |
| 183                | Fergus Browning (AUS)     | DNF-2              |
| 184                | Liam Johnston (AUS)       | DNF-5              |
| 185                | Adrien Boichis (FRA)      | DNF-5              |
| 186                | Camilo Andres Gomez (COL) | DNF-5              |
| 187                | Hugo Rodriguez (COL)      | 71è                |